# Année sans été

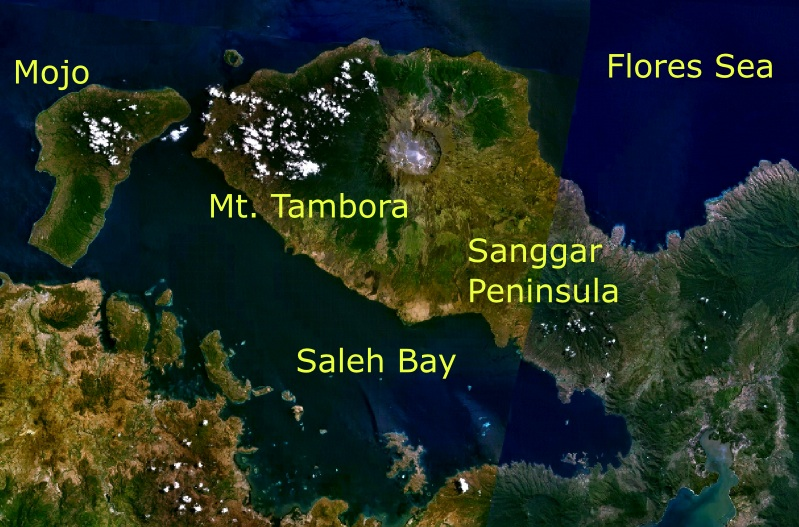
Vue satellite de la caldeira du Tambora dont l'éruption déclencha l'année sans été.

L’année sans été désigne l'année 1816, pendant laquelle des perturbations sévères du climat détruisent les récoltes en Europe occidentale et centrale, dans l'Est du Canada et dans le Nord-Est des États-Unis, et dans une grande partie de la Chine. L'historien John D. Post y voit « la dernière grande crise de subsistance dans le monde occidental ». L'année 1816 est également surnommée l’année du mendiant en Allemagne et l'année du maquereau aux États-Unis. 
L’année sans été est la première de trois années d'un hiver volcanique principalement dû à l'éruption du volcan indonésien Tambora en 1815. Durant l'été 1816, aux latitudes tempérées de l'hémisphère nord, l'ensoleillement est quasiment nul, les moyennes de températures sont jusqu'à 3 degrés en dessous des normales, et des pluies diluviennes s'abattent sur certaines régions. Les céréales et la vigne ne murissent pas, les pommes de terre pourrissent à même le sol. Cette situation entraîne des famines, des émeutes et troubles sociaux, et des épidémies de maladies comme le typhus.

## Contexte

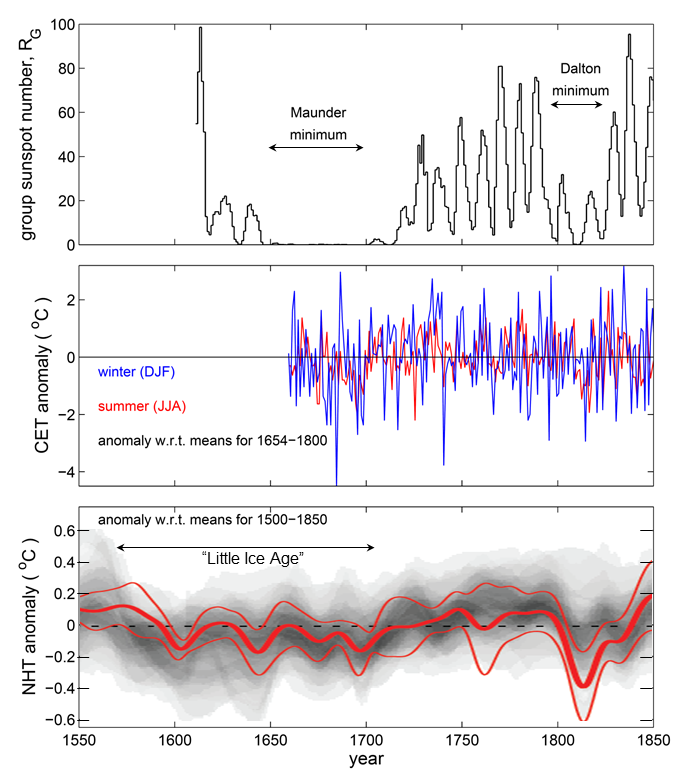
a) cycles solaires avec minimum de Dalton, b) températures pour le centre de l'Angleterre (CET), c) températures moyennes pour l'hémisphère nord. Sur ce dernier on voit nettement l'anomalie de 1816.

L'année sans été s'inscrit dans le contexte de la phase finale du petit âge glaciaire, période de climat froid allant du XIVe siècle à la fin du XIXe siècle, et dont les causes restent indéterminées. Par ailleurs l'activité solaire est particulièrement faible depuis 1800 environ (minimum de Dalton). 
Le contexte dans lequel survient l'année sans été est donc déjà marqué par une diminution notable des températures et une situation agricole difficile. De plus, l'Europe sort tout juste des guerres napoléoniennes qui ont ravagé certaines régions et engendré de la pauvreté. 

## Causes

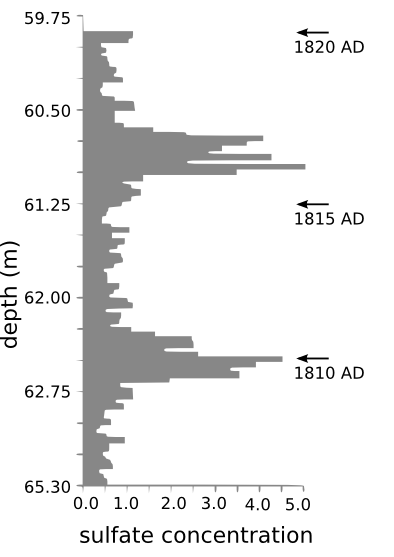
Dépôts sulfurés mesurés dans une carotte prélevée au Groenland. Le pic de 1816 correspond à l'éruption du Tambora, les carottes ont révélé un pic antérieur en 1810 correspondant à une perturbation consécutive à l'éruption d'un volcan inconnu en 1809.

L'« année sans été » est principalement due à l'éruption volcanique du Tambora s'étant produite du 5 au 15 avril 1815 sur l'île de Sumbawa dans les Indes orientales néerlandaises (actuelle Indonésie), éjectant dans l'atmosphère de grandes quantités de poussière volcanique et d'aérosols sulfurés.
D'autres volcans sont en activité à des dates voisines :
- un ou plusieurs volcans non identifiés en 1809 ;
- la Soufrière sur Saint-Vincent dans les Caraïbes en 1812 ;
- le Mayon aux Philippines en 1814.

Ces autres éruptions avaient déjà produit une quantité substantielle de poussières atmosphériques mais dont l'influence sur le climat est bien moindre, car éjectées beaucoup moins haut et de façon plus diluée dans le temps. Comme il arrive souvent à la suite d'une éruption volcanique massive, les températures diminuent dans le monde entier, la lumière du soleil étant partiellement bloquée par les aérosols présents dans la stratosphère.

## Description

### Prélude: hiver doux en Amérique du Nord
L'été calamiteux 1816 fut précédé par des conditions clémentes lors du mois de février 1816 sur le Nord-Est des États-Unis qui auraient laissé augurer d'une bonne année. L'explication météorologique de ce faux espoir est liée au vortex polaire. En effet, un différentiel de température s'était créé au niveau de la stratosphère. La stratosphère au-dessus du pôle nord était restée froide à cause de la nuit polaire tandis que la stratosphère au-dessus des latitudes moyennes s'était réchauffée à cause de l'absorption du rayonnement solaire par les fines particules en suspension. Ceci provoqua un effet inverse du réchauffement stratosphérique soudain au-dessus de l'Arctique. Ce dernier provoque un temps glacial sur le Nord-Est des États-Unis, alors qu'au contraire, l'hiver fut plus doux que la normale.

### Début d'été calamiteux
Les perturbations climatiques inhabituelles de 1816 eurent l'effet le plus grand sur le Nord-Est des États-Unis, les provinces maritimes du Canada et l'Europe du Nord. Habituellement, la fin du printemps et l'été dans le Nord-Est des États-Unis sont relativement doux : les températures quotidiennes moyennes sont d'environ 20 à 25 °C et les températures minimales descendent rarement au-dessous de 5 °C. La neige d'été est extrêmement rare, bien qu'en mai des rafales de neige puissent se produire quelquefois.
En mai 1816, pourtant, le gel détruisit la plupart des récoltes qui avaient été plantées et en juin deux grands blizzards dans l'Est du Canada et en Nouvelle-Angleterre entraînèrent de nombreux décès. Ce sont presque trente centimètres de neige qui furent observés dans la ville de Québec début juin. Les 5 et 6 juin 1816, un puissant front froid balaya le Nord-Est des États-Unis. Avant le passage de la tempête, il régnait des conditions caniculaires à Boston où il faisait de l'ordre de 34 °C et à l'arrière du front, il neigea et de fortes gelées se produisirent,. Ce front froid engendra un violent blizzard où la visibilité fut réduite à moins de cent mètres. Ceci fut à l'origine de récits où des écoliers à Annsville (dans l’État de New York) eurent à marcher près d'une lieue pour rejoindre leurs domiciles pieds nus dans la neige et furent victimes de gelures. En juillet et août, on vit de la glace sur les lacs et les rivières aussi loin vers le sud qu'en Pennsylvanie. Même si les fermiers au sud de la Nouvelle-Angleterre réussirent tout de même à amener quelques récoltes à maturité, le prix des denrées alimentaires augmenta sensiblement. Le prix d'un boisseau de blé passait de 1,50 $ à 2,75 $ à la fin de l'année 1816. De même, le prix du maïs passait de 1,35 $ à 1,75 $ le boisseau.
En Europe occidentale, tous les records de froid sont battus entre 1815 et 1816. En 1816, les moyennes de température dans l'hémisphère nord descendent de 0,5 °C à 1 °C avec régionalement des baisses plus marquées. En Europe, la France est le pays le plus touché avec une baisse de température de 3 °C sur l'été 1816. En Hongrie et en Italie des chutes de neige rouge, colorée par les cendres volcaniques, sont observées en plein été. Les tableaux météorologiques de l'Observatoire de Paris font état de 25 jours de ciel couvert ou très nuageux pour seulement 5 jours de beau temps en juin, 10 jours de pluie, 18 jours de ciel couvert ou très nuageux et 3 jours de beau temps en juillet, 6 jours de pluie, 20 jours ciel couvert ou très nuageux et 5 jours de beau temps en août 1816.

## Conséquences

### Famines et révoltes
En 1816, les récoltes sont très mauvaises, et ce dans de nombreuses régions du monde. En Amérique, beaucoup d'historiens parlent de l'« année sans été » comme d'une motivation essentielle pour le mouvement vers l'Ouest et le peuplement rapide de ce qui est maintenant le Middle-West américain. Ce sont alors des dizaines de milliers de fermiers qui partirent pour le Middle-West septentrional (qui constituait alors le Territoire du Nord-Ouest), où ils espéraient trouver un sol plus riche et de meilleures conditions de croissance pour la végétation. Le Vermont perd ainsi plus de 10 000 habitants sur les deux années 1816 et 1817. De l'autre côté, l'afflux de migrants permet à l'Indiana de se constituer en État fédéré en décembre 1816, l'Illinois faisant de même en 1818. Dans certains États de Nouvelle-Angleterre, la perte de récolte est de 90 %. Au Canada, la ville de Québec se retrouve avec 20 cm de neige en plein mois de juin. Le pain et le lait viennent à manquer. Dans les campagnes la population fait bouillir du foin pour se nourrir. Les bouleversements climatiques de l'année 1816 affectent également les ressources halieutiques saisonnières, notamment les cycles de migration et reproduction des poissons. Les gaspareaux, traditionnellement très pêchés dans la région dès le début d'année, sont décimés. La seconde espèce cible, le maquereau, voit son cycle de reproduction moins affecté et arrive plus tard dans l'année. Les récoltes de blé étant très mauvaises, la demande sur la pêche augmente, ce qui incite les bateaux à aller pêcher de plus en plus au large pour augmenter leurs prises dont le volume double en deux ans. L'année 1816 devient ainsi connue aux États-Unis comme étant l'« année du maquereau ».
En Europe on constate le manque d'ensoleillement empêche les grains de mûrir et la forte pluviométrie les fait pourrir sur pied. Des inondations se produisent. Les pénuries et la hausse des prix (le prix du blé double entre 1815 et 1817) entraînent les grandes crises alimentaires de 1816-1817 en Europe avec leurs émeutes de la faim en France, Angleterre, Irlande, Allemagne. Les convois de blé et les magasins sont fréquemment attaqués par une foule affamée et en colère. Des témoins rapportent que les pommes de terre, devenues une nourriture de base dans les campagnes du nord de l'Europe, pourrissent à même la terre. En France, des importations de blé de Russie, où les récoltes sont correctes, permettent de compenser en partie la pénurie. Au Royaume-Uni, l'activité de la marine marchande permet d'importer des céréales depuis les colonies. Durant deux ans les vendanges sont également catastrophiques, ce qui prive de nombreux petits paysans de revenus complémentaires. En 1816, en France, les vendanges démarrent tardivement, avec deux mois de retard, le 25 octobre, ce qui est la date la plus tardive depuis le début des registres vinicoles en 1484. Des épidémies de typhus, liées à l'augmentation de la misère et donc des mauvaises conditions d'hygiène et de la malnutrition, se déclarent un peu partout en Europe. En Allemagne la misère est telle que l'année 1816 est surnommée l'« année du mendiant ». Les Alpes suisses sont touchées par le froid, à tel point que pendant l'été 1816, il neige presque toutes les semaines en fond de vallée, phénomène habituellement observable seulement en hiver. La misère qui en en découle conduit à une importante émigration, par exemple vers le Brésil avec un groupe de 2 000 colons suisses du canton de Fribourg qui est à l'origine de la création de la ville de Nova Friburgo en 1819. En Allemagne, des milliers de gens affamés partent s'établir dans les grandes plaines du sud de l'Empire russe, moins affectées sur le plan agricole.
En Chine, la province du Yunnan, au sud, est la première touchée, dès la fin 1815. Les récoltes de riz sont très mauvaises et une famine se déclare. Afin de gagner de l'argent pour acheter la nourriture qu'ils ne peuvent produire, de nombreux paysans se convertissent à la culture du pavot, plus résistant aux variations climatiques. C'est le début d'une industrie de l'opium dans le sud de la Chine, grande consommatrice de ce produit, qui connaîtra son apogée lors des guerres de l'opium. Plus au nord les récoltes sont également catastrophiques et de la neige est vue en juin dans le Hebei et le Jiangxi. À Taïwan, pourtant sous un climat tropical, on vit de la neige à Hsinchu et à Miaoli, et du gel à Changhua.
Un documentaire de la BBC indique que les taux de mortalité en 1816 ont été deux fois supérieurs à la moyenne habituelle, avec au total environ deux cent mille morts au niveau mondial.
La capacité de déplacement a aussi été affectée, car de nombreux chevaux ont été abattus pour être mangés et à cause de la pénurie de fourrage et d'avoine. A la recherche d'une alternative à la traction animale, Karl Von Drais contribue à l'invention du vélo.
L'hiver volcanique perdure pendant encore deux ans, jusqu'en 1818, toutefois avec des conséquences néfastes moins marquées.

### Témoignages: la misère à Heiligenstein

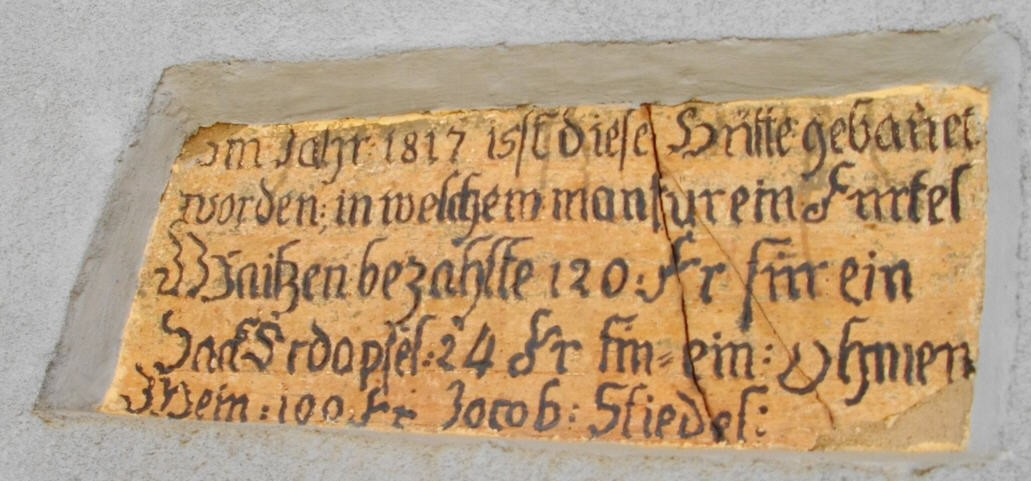
Inscription sur un mur rappelant la terrible année 1816.

Sur le mur d'une maison à Heiligenstein, en Alsace, il est inscrit :
« Im Jahr 1817 ist diese Hütte gebauet worden, in welchem Jahr man für ein Furtel Waißen bezahlte 120 fr für ein Sack Erdapfel 24 fr für ein Ohmen Wein 100 fr. Jacob Stiedel. »
« En l'année 1817 cette chaumière a été construite ; cette année-là on payait 120 francs pour une mesure de froment, 24 francs pour un sac de pommes de terre, 100 francs pour un Ohmen (50 litres) de vin. Jacob Stiedel. »
Léonard Nebinger, alors maire de Heiligenstein (Bas-Rhin), raconte dans ses mémoires :

« 1817 fut une année d'une invraisemblable cherté. Le quart de blé valait 150 francs. Il y eut peu de vin et il était aigre. Huit jours avant les vendanges la neige tomba jusqu'à la hauteur d'une moitié de chaussure, si bien qu'en grand nombre les ceps se brisèrent et que de nombreux arbres sur le ban de la commune et dans la forêt rompirent sous la neige. Cette année-là on ne put travailler le sol des vignes tant il avait plu. Dans ce trimestre de disette un ohmen de Klevener de 1811 valait 80 francs, un quarteau de blé 150 francs, un sac de pommes de terre 24 francs, une mesure de haricots de 15 à 16 sous. Les paysans sur le marché n'arrivaient plus à savoir ce qu'ils devaient demander, si bien que plus d'une fois, quand ils avaient exagéré, les gens renversaient ce qu'ils avaient sur leur étalage et les pauvres, qui se tenaient derrière eux le leur volaient, imités souvent par les gradés allemands qui étaient encore dans la région. Les pauvres allaient en forêt, dans les coupes, cueillaient des herbes, les faisaient cuire, les hachaient comme du chou et les mangeaient. Mais tout ce qu'on arrivait à manger cette année-là ne nourrissait pas, si bien que les gens avaient encore faim une heure après. Bien des gens périrent d'inanition dans les environs de Strasbourg et l'on trouva deux enfants morts dans un champ de trèfles où ils avaient mangé de jeunes pousses. »

L'année suivante, la météo s'améliore. Nebinger écrit alors :
« 1818 ein Freudenjahr, es gab ein grosser Herbst und sehr gut. »
« 1818 une excellente année avec un automne parfait. »

## Influence sur les arts

### Peinture
Les cendres et les aérosols sulfatés présents dans la stratosphère font plusieurs fois le tour de la Terre, causant, lors des étés 1815 et 1816, des ciels jaunâtres et des couchers de soleil rougeoyants qui vont influencer les artistes de l'époque. Tout d'abord dans le domaine de la peinture, tel est le cas de William Turner avec notamment ses tableaux antiques (Didon construisant Carthage ou l'Ascension de l'Empire carthaginois et le Déclin de l'empire carthaginois) dont la composition est centrée sur des couchers de soleil, de Caspar David Friedrich dont les atmosphères romantiques s'inspirent des cieux tourmentés du nord de l'Allemagne, ou encore de John Crome qui peint des moulins à vent devant des ciels lugubres et jaunâtres,.

### Littérature
L'éruption du Tambora influence fortement la littérature britannique. En effet, Lord Byron, Percy Shelley et Mary Shelley passent l'été 1816 en Suisse. Les pluies continuelles les obligent à rester enfermés à longueur de journée dans la villa Diodati qu'ils ont loué au bord du lac Léman, ce qui les rend d'humeur morose. Ils se livrent ainsi à des concours de poésie ou d'écriture de nouvelles, notamment sur le thème des fantômes alors à la mode. Les deux premiers produiront ainsi certaines de leurs œuvres les plus connues, notamment le poème Darkness (« Ténèbres ») ainsi que le premier jet de la nouvelle Le Vampire. Mary Shelley sera elle inspirée par l'atmosphère lugubre et commencera la rédaction de son Frankenstein ou le Prométhée moderne.

### Ouvrages en anglais
- (en) Richard B. Stothers, « The Great Tambora Eruption in 1815 and Its Aftermath », Science, vol. 224, no 4654,‎ 15 juin 1984, p. 1191-1198 (DOI 10.1126/science.224.4654.1191).
- (en) Gillen d'Arcy Wood, Tambora : The Eruption that Changed the World, Princeton University Press, 2014, 293 p. (ISBN 978-0-691-15054-3, BNF 44490366)
- (en) William K. Klingaman et Nicholas P. Klingaman, The Year Without Summer : 1816 and the Volcano That Darkened the World and Changed History, Macmillan, 2013, 338 p. (ISBN 978-0-312-67645-2, BNF 43637010)

### Ouvrages en français
- Emmanuel Le Roy Ladurie, Histoire humaine et comparée du climat II : disettes et révolutions (1740-1860), Paris, 2006.
- « L'an de misère au val de Bagnes, 1816-1916 », travail présenté à l'assemblée de la Société d'histoire du Valais romand à Martigny-ville, le 6 février 1916 / Gabbud, Maurice In: Annales valaisannes. [Sér. 1], Grandes annales, 1916, vol. 1, no. 1, p. 12-25.doc.rero.ch
- Gillen d'Arcy Wood (trad. Philippe Pignarre), L'Année sans été : Tambora. 1816. Le volcan qui a changé le cours de l'histoire, La Découverte, 2016, 304 p. (ISBN 978-2-7071-9108-3, BNF 45135093)
- Danièle Caloz, « Le Valais face à une catastrophe climatique », Passé simple, no 63,‎ mars 2021, p. 20-22.
- Alain Corbin, « Les volcans et l'énigme des « brouillards secs » », dans Terra incognita : une histoire de l'ignorance, Albin Michel, 2020 (ISBN 978-2-226-44931-3), p. 139-148. .
- Olivier Postel-Vinay, « Le printemps des peuples », dans Sapiens et le climat: une histoire bien chahutée, Presses de la Cité, 2022 (ISBN 978-2-258-20093-7), p. 219-229. .

### Radiographie
- « Les grandes crises climatiques 4/4 : 1816, l'année sans été », sur France Culture, 17 septembre 2015.